# Lucio Furio Camilo (cónsul 338 a. C.)
Lucio Furio Camilo, hijo del consular del mismo nombre Lucio Furio Camilo, fue cónsul en el año 338 a. C. con Cayo Menio.
Luchó en este año con éxito contra los tiburtinos y tomó su capital, Tibur. Los dos cónsules completaron la subyugación del Lacio, siendo ambos recompensados con un triunfo y se erigieron en el foro estatuas ecuestres de ellos, hasta entonces una rara distinción. Camilo, además, se distinguió por aconsejar a sus compatriotas tratar a los latinos con suavidad.
En 325 a. C. fue elegido cónsul por segunda vez con Décimo Junio Bruto Esceva. En este año fue declarada la guerra contra los vestinos y Camilo obtuvo el Samnio como su provinci. Sin embargo, mientras estaba ocupado en la guerra, fue atacado por una grave enfermedad y se le ordenó designar a Lucio Papirio Cursor dictador para continuar la guerra.